# Problemformulering
En problemformulering er en kortfattet præcisering af et problem, som skal undersøges. En problemformulering har ofte et overordnet spørgsmål og nogle logiske spørgsmål om emnet. Den udgør et obligatorisk hjælpemiddel til den, der skriver en rapport eller lignende. Den skal udarbejdes før, man går i gang, og den skal være styrende for metode-valg og effektiv informationssøgning. Problemformuleringen kan suppleres med afgrænsninger, som afskærer områder som ellers naturligt burde inddrages, og definitioner af centrale begreber. Efter læsning af problemformuleringen skal man have en klar forventning til rapportens konklusion.
En problemformulering formulerer spørgsmål, som man via en undersøgelse af fænomener eller diskursanalyser besvarer.
Hvis man skriver en rapport om f.eks. ild, kan et af spørgsmålene lyde: "Hvorfor er noget ild blåt?" Det gælder herefter også om, at få en "afbalanceret problemformulering", så man har spørgsmål, der leder hen på forskellige spor, der så til sidst skal danne én stor velkomponeret rapport eller stil.
Det er vigtigt at problemformulering og opgavebesvarelse er overensstemmende; i praksis retter mange skribenter problemformuleringen til inden den endelige rapportaflevering – selvom dette egentlig strider mod problemformuleringens oprindelige formål.